# Scott, Quận Brown, Wisconsin
Scott là một thị trấn thuộc quận Brown, tiểu bang Wisconsin, Hoa Kỳ. Năm 2010, dân số của thị trấn này là 3.410 người.